# Partecipanti al Gran Camiño 2025
Elenco dei partecipanti al Gran Camiño 2025.
Il Gran Camiño 2025 è stato la quarta edizione della corsa. Alla competizione presero parte 18 squadre: 3 con licenza UCI World Tour 2025, 8 UCI ProTeam e 7 UCI Continental Team.
Ciascuna delle squadre è composta da sette ciclisti, per un totale di 126 accreditati alla partenza.

## Corridori per squadra
Nota: R ritirato, NP non partito, FT fuori tempo, SQ squalificato
| Groupama-FDJ                          | Groupama-FDJ                          | Groupama-FDJ                          | Movistar Team                  | Movistar Team                  | Movistar Team                  | Israel-Premier Tech          | Israel-Premier Tech          | Israel-Premier Tech          |
| ------------------------------------- | ------------------------------------- | ------------------------------------- | ------------------------------ | ------------------------------ | ------------------------------ | ---------------------------- | ---------------------------- | ---------------------------- |
| N°                                    | Ciclista                              | Clas.                                 | N°                             | Ciclista                       | Clas.                          | N°                           | Ciclista                     | Clas.                        |
| 1                                     | Clément Braz Afonso                   | 25°                                   | 11                             | Jefferson Cepeda               | 7°                             | 21                           | Simon Clarke                 | 66°                          |
| 2                                     | Rémy Rochas                           | 30°                                   | 12                             | Carlos Canal                   | 14°                            | 22                           | Marco Frigo                  | 34°                          |
| 3                                     | Matthew Walls                         | NP1ª                                  | 13                             | Jorge Arcas                    | 55°                            | 23                           | Jakob Fuglsang               | 23°                          |
| 4                                     | Max Böck                              | 72°                                   | 14                             | Nelson Oliveira                | 28°                            | 24                           | Derek Gee                    | 1°                           |
| 5                                     | Maxime Decomble                       | 12°                                   | 15                             | Antonio Pedrero                | 85°                            | 25                           | Hugo Houle                   | 41°                          |
| 6                                     | Rémi Daumas                           | 48°                                   | 16                             | Diego Pescador                 | 43°                            | 26                           | Daniel Lima                  | 104°                         |
| 7                                     | Oscar Nilsson-Julien                  | R 5ª                                  | 17                             | Albert Torres                  | R 5ª                           | 27                           | Pau Martí                    | 90°                          |
| Uno-X Mobility                        | Uno-X Mobility                        | Uno-X Mobility                        | Soudal Quick-Step              | Soudal Quick-Step              | Soudal Quick-Step              | Equipo Kern Pharma           | Equipo Kern Pharma           | Equipo Kern Pharma           |
| N°                                    | Ciclista                              | Clas.                                 | N°                             | Ciclista                       | Clas.                          | N°                           | Ciclista                     | Clas.                        |
| 31                                    | Magnus Cort Nielsen                   | 3°                                    | 41                             | Mauri Vansevenant              | 9°                             | 51                           | Urko Berrade                 | 19°                          |
| 32                                    | Andreas Kron                          | R 5ª                                  | 42                             | Jordi Warlop                   | NP5ª                           | 52                           | Mats Wenzel                  | 36°                          |
| 33                                    | Johannes Kulset                       | 10°                                   | 43                             | James Knox                     | 33°                            | 53                           | Iván Cobo                    | 4°                           |
| 34                                    | Martin Urianstad                      | 88°                                   | 44                             | Federico Savino                | 75°                            | 54                           | Mikel Retegi                 | 77°                          |
| 35                                    | Simon Dalby                           | 21°                                   | 45                             | Gauthier Servranckx            | 74°                            | 55                           | Ibon Ruiz                    | R 2ª                         |
| 36                                    | Fredrik Dversnes                      | 29°                                   | 46                             | Viktor Soenens                 | 8°                             | 56                           | Unai Aznar                   | 96°                          |
| 37                                    | Sakarias Koller Løland                | 60°                                   | 47                             | Thomas Pesenti                 | 47°                            | 57                           | Ibai Azanza                  | R 3ª                         |
| VF Group-Bardiani CSF-Faizanè         | VF Group-Bardiani CSF-Faizanè         | VF Group-Bardiani CSF-Faizanè         | Burgos-Burpellet-BH            | Burgos-Burpellet-BH            | Burgos-Burpellet-BH            | Team Polti VisitMalta        | Team Polti VisitMalta        | Team Polti VisitMalta        |
| N°                                    | Ciclista                              | Clas.                                 | N°                             | Ciclista                       | Clas.                          | N°                           | Ciclista                     | Clas.                        |
| 61                                    | Luca Covili                           | 26°                                   | 71                             | Sinuhé Fernández               | 86°                            | 81                           | Alessandro Tonelli           | 38°                          |
| 62                                    | Martin Marcellusi                     | 59°                                   | 72                             | Eric Fagúndez                  | 5°                             | 82                           | Andrea Pietrobon             | 64°                          |
| 63                                    | Filippo Magli                         | 81°                                   | 73                             | J. Sainbayar                   | 54°                            | 83                           | Giovanni Lonardi             | 79°                          |
| 64                                    | Luca Paletti                          | 15°                                   | 74                             | Daniel Cavia                   | 61°                            | 84                           | Mirco Maestri                | 57°                          |
| 65                                    | Alex Tolio                            | 32°                                   | 75                             | Sergio Chumil                  | 6°                             | 85                           | Davide Piganzoli             | 2°                           |
| 66                                    | Filippo Turconi                       | 73°                                   | 76                             | Josh Burnett                   | 17°                            | 86                           | Diego Sevilla                | 78°                          |
| 67                                    | Matteo Scalco                         | 50°                                   | 77                             | Ander Okamika                  | 92°                            | 87                           | Fernando Tercero             | 65°                          |
| Euskaltel-Euskadi                     | Euskaltel-Euskadi                     | Euskaltel-Euskadi                     | Caja Rural-Seguros RGA         | Caja Rural-Seguros RGA         | Caja Rural-Seguros RGA         | Petrolike                    | Petrolike                    | Petrolike                    |
| N°                                    | Ciclista                              | Clas.                                 | N°                             | Ciclista                       | Clas.                          | N°                           | Ciclista                     | Clas.                        |
| 91                                    | Iker Mintegi                          | R 5ª                                  | 101                            | Abel Balderstone               | R 5ª                           | 111                          | Jonathan Caicedo             | 31°                          |
| 92                                    | Jordi López                           | 46°                                   | 102                            | Julen Arriola-Bengoa           | 40°                            | 112                          | Alejandro Callejas           | 22°                          |
| 93                                    | Txomin Juaristi                       | 13°                                   | 103                            | Jan Castellon                  | 62°                            | 113                          | Jose Juan Prieto             | 83°                          |
| 94                                    | Jokin Murguialday                     | 20°                                   | 104                            | Alex Diaz                      | 44°                            | 114                          | Filippo D'Aiuto              | 93°                          |
| 95                                    | Ander Ganzabal                        | 80°                                   | 105                            | Samuel García                  | 18°                            | 115                          | José Antonio Prieto          | 63°                          |
| 96                                    | Nicolás Alustiza                      | 51°                                   | 106                            | Alex Molenaar                  | 49°                            | 116                          | Cesar Macias                 | 91°                          |
| 97                                    | Jon Agirre                            | 53°                                   | 107                            | Francisco Peñuela              | 39°                            | 117                          | Andrij Ponomar               | R 5ª                         |
| Anicolor-Tien 21                      | Anicolor-Tien 21                      | Anicolor-Tien 21                      | Tavfer–Ovos Matinados–Mortágua | Tavfer–Ovos Matinados–Mortágua | Tavfer–Ovos Matinados–Mortágua | Efapel Cycling               | Efapel Cycling               | Efapel Cycling               |
| N°                                    | Ciclista                              | Clas.                                 | N°                             | Ciclista                       | Clas.                          | N°                           | Ciclista                     | Clas.                        |
| 121                                   | Artëm Nyč                             | 99°                                   | 131                            | Ángel Sánchez                  | R 5ª                           | 141                          | Joaquim Silva                | 52°                          |
| 122                                   | Rafael Reis                           | 89°                                   | 132                            | Gonçalo Carvalho               | 76°                            | 142                          | André Carvalho               | 87°                          |
| 123                                   | Xavier Cañellas                       | 82°                                   | 133                            | João Matias                    | R 5ª                           | 143                          | Santiago Mesa                | 101°                         |
| 124                                   | Harrison Wood                         | 27°                                   | 134                            | Francisco Alves                | R 4ª                           | 144                          | Mauricio Moreira             | NP3ª                         |
| 125                                   | Pedro Silva                           | 69°                                   | 135                            | António Barbio                 | 108°                           | 145                          | Pedro Castro Pinto           | 102°                         |
| 126                                   | Rubén Fernández                       | 16°                                   | 136                            | Rafael Barbas                  | 67°                            | 146                          | Pedro Pinto                  | 35°                          |
| 127                                   | Victor Martínez                       | 98°                                   | 137                            | Lois Dejesus                   | 107°                           | 147                          | Keegan Swirbul               | 24°                          |
| AP Hotels & Resorts-Tavira-SC Farense | AP Hotels & Resorts-Tavira-SC Farense | AP Hotels & Resorts-Tavira-SC Farense | Rádio Popular-Paredes-Boavista | Rádio Popular-Paredes-Boavista | Rádio Popular-Paredes-Boavista | Illes Balears Arabay Cycling | Illes Balears Arabay Cycling | Illes Balears Arabay Cycling |
| N°                                    | Ciclista                              | Clas.                                 | N°                             | Ciclista                       | Clas.                          | N°                           | Ciclista                     | Clas.                        |
| 151                                   | Delio Fernández                       | 70°                                   | 161                            | Lucas Lopes                    | 37°                            | 171                          | Sergio Trueba                | R 5ª                         |
| 152                                   | Afonso Silva                          | R 5ª                                  | 162                            | Tiago Leal                     | R 5ª                           | 172                          | Unai Esparza                 | 84°                          |
| 153                                   | Miguel Salgueiro                      | 105°                                  | 163                            | Hélder Gonçalves               | 58°                            | 173                          | Pau Llaneras                 | 95°                          |
| 154                                   | Jesús David Peña                      | 11°                                   | 164                            | César Fonte                    | 71°                            | 174                          | Gonzalo Ariño                | 97°                          |
| 155                                   | Guilherme Mestre                      | 106°                                  | 165                            | Raúl Rota                      | 56°                            | 175                          | Asier Pablo Gonzalez         | 68°                          |
| 156                                   | Francisco Campos                      | R 5ª                                  | 166                            | Alberto Álvarez                | 103°                           | 176                          | José Marín Aragon            | 42°                          |
| 157                                   | Ailetz Lasa                           | 94°                                   | 167                            | Daniel Dias                    | 100°                           | 177                          | Álvaro Sagrado               | 45°                          |